# Hak hamowniczy
Hak hamowniczy – dodatkowy element podwozia samolotów pozwalający na ich lądowanie na pokładzie lotniskowca.

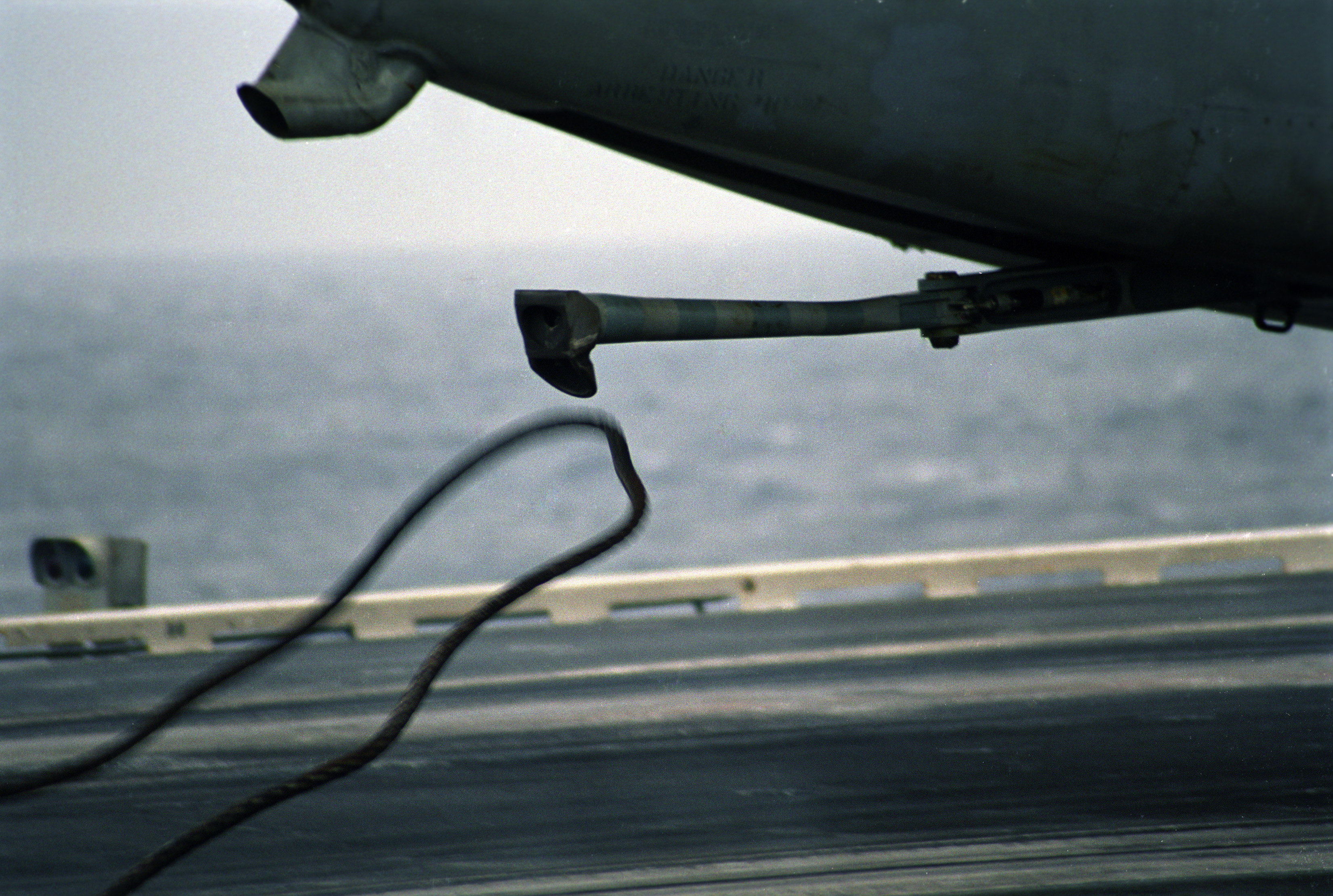
Hak hamowniczy samolotu Lockheed S-3 Viking zwalniający linę aerofiniszera

Samoloty przystosowane do operowania z pokładu lotniskowca, dla skrócenia dobiegu, korzystają z systemu obejmującego hak hamowniczy i aerofiniszer. Hak hamowniczy zamontowany jest w tylnej części kadłuba, jego opuszczenie następuje w momencie wypuszczenia podwozia. Jego zadaniem jest zaczepienie o liny hamownicze rozciągnięte na pokładzie co pozwala na zniwelowanie energii kinetycznej lądującego samolotu. Po wyhamowaniu maszyny liny są zwalniane z haka. Zamontowanie haka hamowniczego w samolocie jest związane z wzmocnieniem konstrukcji części ogonowej tak aby wytrzymała przeciążenia dochodzące do 4 g.
Pierwsze zastosowanie haka hamowniczego miało miejsce 18 stycznia 1911 r., kiedy to Eugene Ely lądował z jego użyciem na pokładzie USS Pennsylwania. W XX w. urządzenie było doskonalone i dostosowywane do stosowania na coraz cięższych i szybszych samolotach. W latach 50. XX w. został zastosowany na samolotach odrzutowych i stanowi nieodłączny element podwozia samolotów operujących z pokładów lotniskowców.